# 负罪的爱
《负罪的爱》（羅馬化：Thot Than Thi Rak Thoe）是由Raklakorn Company出品，纳帕·西恩索邦及兰奇拉薇·昂库瓦拉沃特主演的泰国医疗悬疑爱情剧。剧情改编自小说《爱你的惩罚》，主要讲述了一名有前途的医学生被指控谋杀后为讨回公道而策划的复仇之路。目前剧集仍在后期制作中。

## 剧情简介
一名医学生成为了一起凶杀案的主要嫌疑人。他利用一位政官的女儿，策划了他的复仇计划，以讨回公道。 

## 演员阵容
- 纳帕·西恩索邦（Nine）[1] 饰演
- 兰奇拉薇·昂库瓦拉沃特（Mint）[1] 饰演
- 路易斯·斯科特（Louis）[1]
- 艾卡彭·宗克查功（英语：Ekkaphong Jongkesakorn）（First）[1]
- 斯蒂芬妮·勒丝[1]
- 齐纳帕·吉迪查瓦让功（Flute）[1]
- Supachai Suwanon（Palm）[1]
- 素蓬·詹金伦蓬（英语：Supoj Janjareonborn）（Lift）
- 泰贡·康恰（Pop）[1]
- 玛丽琳·凯特·甘能[1]
- 皮拉维·塔奇沙鹏（Mean）
- 帕泽功·布莎娜瓦迪（Cine）
- Santi Santiwetchakun（Game）
- 娜茹梦·彭素帕（Koy）[1]
- John Bravo[1]
- Jubjib Chernyim [1]

## 制作
剧组于2023年9月9日下午1点39分（泰国时间）在Phra Pannawit家举行开机祭祀仪式，以祈求拍摄顺利。
纳帕·西恩索邦为了演绎好角色而向圈内好友翁莎功·波拉玛塔功（New）学习射击技巧。
2024年2月9日，剧组正式杀青，结束了长达六个月的拍摄。